# NGC 4255
NGC 4255 је лентикуларна галаксија у сазвежђу Девица која се налази на NGC листи објеката дубоког неба.
Деклинација објекта је + 4° 47' 11" а ректасцензија 12h 18m 56,1s. Привидна величина (магнитуда) објекта NGC 4255 износи 12,7 а фотографска магнитуда 13,7. NGC 4255 је још познат и под ознакама UGC 7348, MCG 1-31-47, CGCG 42-4, ARAK 355, VCC 312, PGC 39592.